# 空有热量

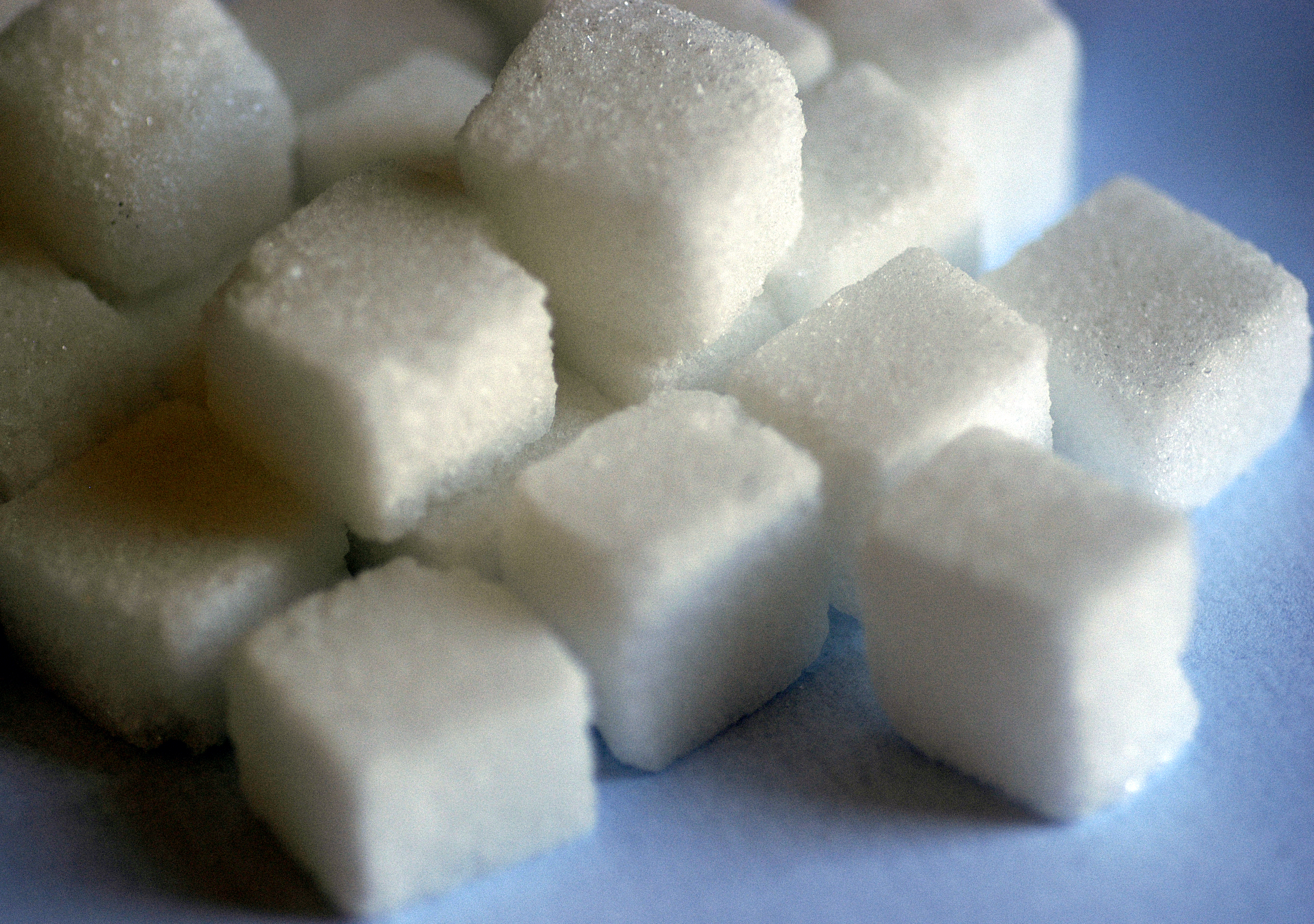
砂糖的供应能量，但除热量之外没有其它营养。

空有热量，又称空热量（empty calorie）。在人类营养中，空有热量是仅由糖、油脂等组成的食物，或含酒精的饮料和食物。例如碳酸饮料，它们提供类似于正常饮食的能量，但含有很少或几乎没有其他营养（例如维生素、矿物质、蛋白质、纤维，或者人体的必需脂肪酸）。美国农业部（USDA）建议，「食用少量空有热量食物是好的，但大多数人远远超过保持健康的食用量。」 这是一句关于低营养密度的话，其中营养密度代表了食品中营养和能量的比例。
弗朗索瓦·马根迪在动物实验和他的《初级生理学简记》中，科学地证明了“只食用提供能量的食品可以提供充足的营养”是错误的。他表示在实验期间只提供有糖、橄榄油，或者只有黄油的食物，他的试验动物在30至40天内死亡。

## 例子
以下的食物都往往被视为接近空有热量食物，可能导致体重增加：
- 糖：蛋糕、曲奇饼、糖浆、糖果、软饮料、水果味的甜饮料和其他大多加糖的食物（包括高果糖玉米糖浆）。
- 脂肪：人造黄油、酥油和其他脂肪与油。（但是一些人体不能自身合成的、又需要消耗的脂肪酸是必不可少的）
- 酒精：啤酒、酒、烈酒和其他酒精饮料。中等摄入量的酒精可能导致人的体重增加，而长期大量摄入酒精可能会导致人的体重下降。酒精亦可导致肝脏疾病，并通过增加新陈代谢的速率和破坏的肌肉蛋白合成，导致少肌症。

## 对其他营养物质的影响
添加了糖的食品会减少人体对食品中其他必要营养成分的吸收。一个调查报告表示，随着糖的摄入量增加，维生素E，A，C和镁越有可能成为人体最缺乏的营养素。每增加5%糖的摄入量，其它营养物质的摄入量就会相应减少。
若食用的食品中含有大量酒精，也可能有同样的效果。一个调查表示，「微量营养素缺乏症患者会患有ALD（酒精肝病），是因为患者的大部分热量只来自于酒精，缺少矿物质和维生素的吸收，特别是人体必要的锌和维生素D，硫胺素、叶酸、氰钴和硒。」ALD患者还会表现出骨骼肌萎缩的症状，但目前还不确定这是由于人体长期的低蛋白质摄入，还是由于微量营养素缺乏病（微量营养素缺乏会抑制肌肉蛋白合成）。

## 不影响健康的摄入量
食物能量的摄入必须根据运动量和保持适当的体重来均衡。对于久坐不动的人和节食的人，如果食用的食物只提供空有热量而没有足够的营养，可能会营养不良。 相比之下，从事大量的体力劳动的人需要更多的食物能量作为燃料，因此他们可以食用含较多空有热量，而重要营养素较少的食物。营养师和其他专业医护人员会根据患者的需要来设计的饮食方案和膳食调整方案，以防止营养不良。
美国农业部建议每人每日进行30分钟的运动，并提供了以下各年龄段的空有热量摄入量的上限。
| 性别 | 年龄(岁) | 每日热量总需求 | 每日空有热量摄入的上限 |
| ---- | -------- | -------------- | ---------------------- |
| 男性 | 2-3      | 1000           | 135                    |
| 男性 | 4-8      | 1200-1400      | 120                    |
| 男性 | 9-13     | 1800           | 160                    |
| 男性 | 14至18   | 2200           | 265                    |
| 男性 | 19至30   | 2400           | 330                    |
| 男性 | 31-50    | 2200           | 265                    |
| 男性 | 51+      | 2000           | 260                    |
| 女性 | 2-3      | 1000           | 135                    |
| 女性 | 4-8      | 1200-1400      | 120                    |
| 女性 | 9-13     | 1600           | 120                    |
| 女性 | 14至18   | 1800           | 160                    |
| 女性 | 19至30   | 2000           | 260                    |
| 女性 | 31-50    | 1800           | 160                    |
| 女性 | 51+      | 1600           | 120                    |